# جيف باين
جيف باين (بالإنجليزية: Jeff Paine)‏ هو لاعب كرة قدم أمريكية أمريكي، ولد في 19 أغسطس 1961 في غارلاند في الولايات المتحدة.

## وصلات خارجية
- جيف باين على موقع مرجع كرة القدم المحترفة.كوم (الإنجليزية)